# Meistriliiga 2017
La Meistriliiga 2017, nota come A. Le Coq Premium Liiga 2017 per ragioni di sponsorizzazione, è stata la 27ª edizione della massima serie del campionato estone di calcio e si è disputata tra il 3 marzo e il 4 novembre 2017. Il Flora Tallinn ha vinto il campionato per l'undicesima volta nella sua storia.

## Stagione

### Novità
Dalla Meistriliiga 2016 è stato retrocesso in Esiliiga il Tarvas Rakvere, classificatosi all'ultimo posto. Dalla Esiliiga 2016 è stato promosso il Tulevik Viljandi, primo classificato. Allo spareggio promozione-retrocessione il Pärnu ha vinto la sfida contro il Maardu, quarto classificato in Esiliiga 2016, mantenendo il posto in Meistriliiga.

L'Infonet, squadra campione in carica, ha cambiato denominazione in FCI Tallinn in ottemperanza alle regole UEFA che non consentono riferimenti a sponsor, salvo casi eccezionali, nel nome ufficiale della squadra.

L'11 gennaio 2017 il Pärnu Linnameeskond, società nata dall'unione di squadre della città di Pärnu, si è sciolto e il suo posto in Meistriliiga è stato preso dal Vaprus, una delle squadre che avevano formato il Pärnu Linnameeskond.

### Formula
Le 10 squadre partecipanti si affrontano in un doppio girone di andata e ritorno, per un totale di 36 giornate. La squadra campione di Estonia ha il diritto a partecipare alla UEFA Champions League 2018-2019 partendo dal primo turno preliminare. Le squadre classificate al secondo e terzo posto sono ammesse alla UEFA Europa League 2018-2019 partendo dal primo turno preliminare, assieme alla squadra vincitrice della coppa nazionale. L'ultima classificata retrocede direttamente in Esiliiga, mentre la penultima disputa uno spareggio contro la seconda classificata della Esiliiga per la permanenza in Meistriliiga.

### Avvenimenti
Il Flora Tallinn ha vinto il campionato con una giornata di anticipo, grazie alla vittoria (2-0) contro il Tammeka Tartu e al contemporaneo pareggio (0-0) del Levadia Tallinn sul campo del Trans Narva. Questi risultati hanno di fatto reso ininfluente lo scontro diretto tra Levadia e Flora all'ultima giornata, terminato 0-0.
Subito dopo la fine del campionato, il Kalev Sillamäe è stato retrocesso all'ultimo posto per problemi finanziari. Allo stesso tempo l'annuncio dell'incorporazione del FCI Tallinn nel Levadia Tallinn ha indotto la EJL ad annullare la disputa dello spareggio promozione/retrocessione tra Vaprus Pärnu e Kalev Tallinn; dunque la prima ha ottenuto fin da subito la permanenza in Meistriliiga, mentre la seconda è stata promossa d'ufficio in massima serie (oltre al Maardu vincitore dell'Esiliiga) a completamento degli organici per la prossima stagione.

## Squadre partecipanti
| Club             | Stagione | Città    | Stadio                   | Stagione 2016                         |
| ---------------- | -------- | -------- | ------------------------ | ------------------------------------- |
| FCI Tallinn      |          | Tallinn  | Infonet Lasnamäe Stadium | Campione d'Estonia                    |
| Flora Tallinn    | dettagli | Tallinn  | A. Le Coq Arena          | 4º posto in Meistriliiga              |
| Kalev Sillamäe   |          | Sillamäe | Stadio Kalevi            | 5º posto in Meistriliiga              |
| Kalju Nõmme      | dettagli | Tallinn  | Stadio Hiiu              | 3º posto in Meistriliiga              |
| Levadia Tallinn  | dettagli | Tallinn  | Kadriorg Stadium         | 2º posto in Meistriliiga              |
| Paide            |          | Paide    | Paide Linnastaadion      | 6º posto in Meistriliiga              |
| Tammeka Tartu    |          | Tartu    | Tamme Staadion           | 7º posto in Meistriliiga              |
| Trans Narva      |          | Narva    | Kreenholmi Staadion      | 8º posto in Meistriliiga              |
| Tulevik Viljandi |          | Viljandi | Viljandi Linnastaadion   | 1º posto in Esiliiga                  |
| Vaprus Pärnu     |          | Pärnu    | Pärnu Rannastaadion      | 9º posto in Meistriliiga (come Pärnu) |

## Classifica finale
|  | Pos. | Squadra          | Pt | G  | V  | N  | P  | GF  | GS  | DR   |
|  | ---- | ---------------- | -- | -- | -- | -- | -- | --- | --- | ---- |
|  | 1.   | Flora Tallinn    | 90 | 36 | 28 | 6  | 2  | 100 | 28  | +72  |
|  | 2.   | Levadia Tallinn  | 84 | 36 | 25 | 9  | 2  | 106 | 20  | +86  |
|  | 3.   | Kalju Nõmme      | 78 | 36 | 24 | 6  | 6  | 101 | 32  | +69  |
|  | 4.   | FCI Tallinn      | 65 | 36 | 20 | 5  | 11 | 103 | 47  | +56  |
|  | 5.   | Trans Narva      | 45 | 36 | 13 | 6  | 17 | 46  | 63  | -17  |
|  | 6.   | Paide            | 38 | 36 | 10 | 8  | 18 | 47  | 88  | -41  |
|  | 7.   | Tammeka Tartu    | 37 | 36 | 9  | 10 | 17 | 40  | 63  | -23  |
|  | 8.   | Tulevik Viljandi | 28 | 36 | 8  | 4  | 24 | 34  | 95  | -61  |
|  | 9.   | Vaprus Pärnu     | 8  | 36 | 2  | 2  | 32 | 29  | 146 | -117 |
|  | 10.  | Kalev Sillamäe   | 36 | 36 | 10 | 6  | 20 | 52  | 76  | -24  |

Legenda:
      Campione d'Estonia  e ammessa alla UEFA Champions League 2018-2019
      Ammesse alla UEFA Europa League 2018-2019
 Ammessa allo spareggio promozione-retrocessione
      Retrocessa in Esiliiga 2018
Note:
Tre punti a vittoria, uno a pareggio, zero a sconfitta.
La classifica viene stilata secondo i seguenti criteri:
- Punti conquistati
- Spareggio (solo per decidere la squadra campione)
- Meno partite perse a tavolino
- Partite vinte
- Punti conquistati negli scontri diretti
- Differenza reti negli scontri diretti
- Differenza reti generale
- Reti totali realizzate
- Fair-play ranking

## Risultati

### Partite (1-18)
|                  | FCI  | Flo  | KlS  | Klj  | Lev  | Pai  | Tam  | Tra  | Tul  | Vap  |
| ---------------- | ---- | ---- | ---- | ---- | ---- | ---- | ---- | ---- | ---- | ---- |
| FCI Tallinn      | –––– | 0-1  | 2-2  | 2-2  | 0-1  | 6-1  | 2-1  | 4-1  | 5-0  | 11-1 |
| Flora Tallinn    | 3-0  | –––– | 2-0  | 2-0  | 1-1  | 3-0  | 4-0  | 4-2  | 7-0  | 2-0  |
| Kalev Sillamäe   | 1-4  | 0-3  | –––– | 1-2  | 1-1  | 2-0  | 2-0  | 1-1  | 1-0  | 1-3  |
| Kalju Nõmme      | 3-2  | 1-1  | 2-1  | –––– | 1-2  | 1-0  | 5-1  | 2-0  | 8-0  | 3-0  |
| Levadia Tallinn  | 1-0  | 0-0  | 5-0  | 1-1  | –––– | 7-0  | 2-1  | 3-1  | 5-0  | 8-0  |
| Paide            | 1-1  | 1-3  | 2-1  | 0-1  | 2-5  | –––– | 1-1  | 1-5  | 1-2  | 3-2  |
| Tammeka          | 2-0  | 0-2  | 1-1  | 1-3  | 0-2  | 0-0  | –––– | 1-1  | 2-1  | 2-1  |
| Trans Narva      | 1-2  | 0-2  | 3-1  | 1-0  | 0-0  | 1-1  | 1-2  | –––– | 2-1  | 3-0  |
| Tulevik Viljandi | 0-2  | 0-2  | 1-0  | 0-2  | 0-2  | 2-3  | 1-3  | 1-2  | –––– | 2-1  |
| Vaprus Pärnu     | 0-6  | 0-10 | 1-3  | 2-6  | 1-2  | 0-4  | 1-1  | 0-2  | 2-0  | –––– |

### Partite (19-36)
|                  | FCI  | Flo  | KlS  | Klj  | Lev  | Pai  | Tam  | Tra  | Tul  | Vap  |
| ---------------- | ---- | ---- | ---- | ---- | ---- | ---- | ---- | ---- | ---- | ---- |
| FCI Tallinn      | –––– | 1-3  | 3-0  | 1-2  | 2-1  | 6-1  | 1-1  | 1-3  | 7-0  | 7-1  |
| Flora Tallinn    | 2-4  | –––– | 3-2  | 0-4  | 3-3  | 3-0  | 2-0  | 1-0  | 3-2  | 3-0  |
| Kalev Sillamäe   | 1-0  | 1-2  | –––– | 0-0  | 0-9  | 1-3  | 1-2  | 3-1  | 0-1  | 9-0  |
| Kalju Nõmme      | 2-4  | 0-1  | 8-0  | –––– | 1-1  | 2-2  | 1-0  | 8-1  | 5-1  | 6-0  |
| Levadia Tallinn  | 3-2  | 0-0  | 5-0  | 2-0  | –––– | 8-0  | 3-1  | 2-0  | 6-0  | 3-0  |
| Paide            | 1-3  | 1-2  | 0-3  | 0-4  | 0-4  | –––– | 1-1  | 3-1  | 4-2  | 3-2  |
| Tammeka          | 1-4  | 2-3  | 3-1  | 0-3  | 1-4  | 1-1  | –––– | 0-2  | 1-1  | 2-1  |
| Trans Narva      | 1-3  | 0-7  | 1-1  | 0-3  | 0-0  | 0-1  | 3-1  | –––– | 1-2  | 3-1  |
| Tulevik Viljandi | 1-1  | 2-2  | 0-3  | 1-3  | 1-0  | 1-4  | 1-1  | 0-1  | –––– | 4-1  |
| Vaprus Pärnu     | 1-4  | 1-8  | 2-7  | 1-6  | 0-4  | 1-1  | 0-3  | 0-1  | 2-3  | –––– |

## Spareggio promozione/retrocessione
Lo spareggio previsto tra Vaprus Pärnu e Kalev Tallinn non è stato disputato ed entrambe le squadre prenderanno parte alla prossima stagione di Meistriliiga.

## Statistiche

### Classifica marcatori
| Gol |  |  | Giocatore             | Squadra         |
| --- |  |  | --------------------- | --------------- |
| 27  |  |  | Albert Prosa          | FCI Tallinn     |
| 27  |  |  | Rauno Sappinen        | Flora Tallinn   |
| 20  |  |  | Rimo Hunt             | Levadia Tallinn |
| 18  |  |  | Aleksandr Volkov      | Kalev Sillamäe  |
| 16  |  |  | Zakaria Beglarishvili | Flora Tallinn   |
| 16  |  |  | Evgenij Charin        | FCI Tallinn     |
| 16  |  |  | Liliu                 | Kalju Nõmme     |
| 16  |  |  | João Neto Morelli     | Levadia Tallinn |
| 12  |  |  | Evgenij Kobzar'       | Levadia Tallinn |
| 11  |  |  | Nikita Andreev        | Levadia Tallinn |
| 11  |  |  | Artjom Dmitrijev      | Kalju Nõmme     |